# Guardia (Zacatelco)
Guardia es una colonia de la sección tercera de Zacatelco, por ella pasa la carretera federal Puebla-Zacatelco, siendo  una las colonias más transitadas de la ciudad. Además es sede de varias instituciones de educación superior entre las que destacan la Facultad de Ciencias de la Salud de la Universidad Autónoma de Tlaxcala, así como el Instituto de Estudios Superiores.

## Clima
El clima predominante es templado subhúmedo, presenta una temperatura media anual de 26.2 °C, con mínimas de 8.2 °C.